# Deklinism
Deklinism är ett namn för uppfattningen att ett samhälle eller en institution befinner sig i förfall. I synnerhet betecknar det en kognitiv bias av typen "det var bättre förr", det vill säga att se det förflutna på ett positivt sätt och framtiden på ett negativt sätt. Deklinismens kulmen nåddes enligt Adam Gopnick "år 1918, i boken som gav deklinismen en framskjuten plats i förlagsbranschen: den tyske historiken Oswald Spenglers bästsäljande, tusensidiga verk Västerlandets undergång".